# International Defence Exhibition

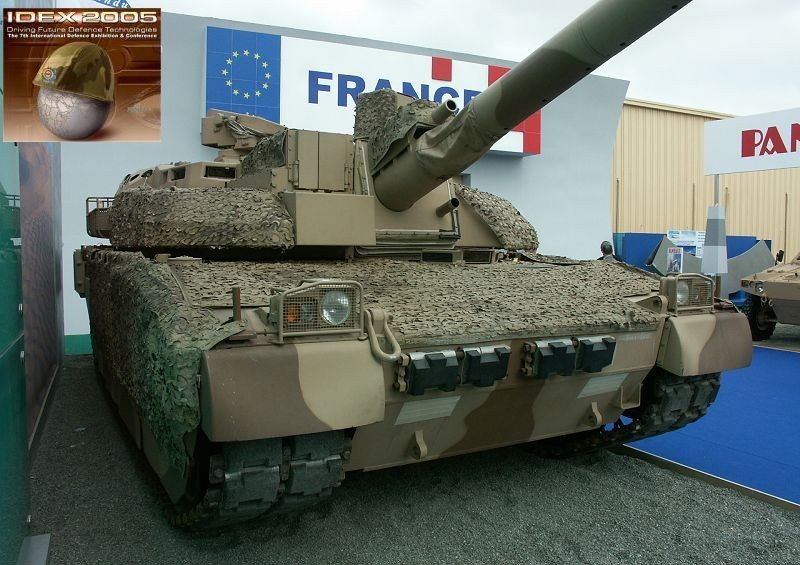
Ein Leclerc-Panzer auf der IDEX 2005

Die International Defence Exhibition & Conference (kurz IDEX) ist die größte Wirtschaftsmesse der Rüstungsindustrie für Staatssicherheit und Rüstungsgüter im Nahen Osten, die alle zwei Jahre in Abu Dhabi (Vereinigte Arabische Emirate) stattfindet. Am 14. Februar 1993 fand die Messe zum ersten Mal statt.
Die Messe ist auf die Nutzung von Kampfsystemen offensiver, also für den aktiven Angriff, und defensiver Art, für die Verteidigung, ausgerichtet. Dennoch finden sich auf der Messe neben den Rüstungsbetrieben weitere Unternehmen, die dem Sektor der Rüstungsindustrie nicht direkt zuzurechnen sind. Dazu zählen insbesondere Unternehmen, die beispielsweise Schutzsysteme gegen Feuer oder Gas herstellen, oder auch Unternehmen, deren Geschäft die Logistik mit Kriegsmaterialien ist.

## Entwicklung
Gegenüber 2005 ist die IDEX im Jahr 2007 um 40 Prozent gewachsen.
Der Bundesverband der deutschen Sicherheits- und Verteidigungsindustrie (BDSV) stellt regelmäßig auf der Messe aus. 2017 war er nach eigenen Angaben mit 49 Firmen in Abu Dhabi vertreten, obwohl der Verein nur 43 Mitgliedsfirmen hat. Auf 4.000 m² präsentierte sich die deutsche Rüstungsindustrie und war laut BDSV nach den USA der zweitgrößte ausländische Aussteller.